# Orlando Maini
Orlando Maini (Bologna, 17 dicembre 1958) è un dirigente sportivo ed ex ciclista su strada italiano.
Professionista dal 1979 al 1988, vinse una tappa al Giro d'Italia e una alla Vuelta a España. Dal 2011 al 2017 è stato direttore sportivo alla Lampre/UAE Emirates, mentre dal 2022 riveste tale ruolo all'Astana Qazaqstan Team.

## Carriera
Ottenne due vittorie da professionista, la tappa di Soria alla Vuelta a España 1984 e la tappa di Jesi al Giro d'Italia 1985. Ottenne un secondo posto in una tappa alla Vuelta a España 1981, un quinto posto al Gran Premio Industria e Commercio di Prato nel 1983 e alcuni sesti posti: Giro dell'Appennino e Gran Premio Città di Camaiore nel 1982, Trofeo Laigueglia nel 1985. Fu gregario di Marino Lejarreta e Maurizio Fondriest.
Nel 1995 cominciò la carriera di direttore sportivo alla Refin-Cantina Tollo di Primo Franchini. In seguitò lavorò negli staff tecnici di Mercatone Uno, De Nardi, Team LPR, Tinkoff Credit Systems, Team Katusha, Ceramica Flaminia. Dal 2011 al 2017 è direttore sportivo alla Lampre/UAE Emirates, affiancando prima Giuseppe Saronni e poi Brent Copeland.
Non confermato a novembre 2017, per la stagione 2018 si accasa nel team toscano di Elite/Under 23 Petroli Firenze-Maserati-Hopplà diretto da Omar Piscina, con il quale Maini aveva lavorato alla LPR e alla Tinkoff. Dal 2019 al 2021 è ds per il team Beltrami TSA, attivo come squadra Continental, mentre dal 2022 collabora con Giuseppe Martinelli all'Astana Qazaqstan Team.

## Palmarès
- 1984

9ª tappa Vuelta a España (Saragozza > Soria)
- 1985

7ª tappa Giro d'Italia (Cervia > Jesi)

## Piazzamenti

### Grandi Giri
- Giro d'Italia

1979: 89º
1982: 35º
1983: 108º
1984: 63º
1985: 74º
1986: 110º
1987: 86º
1988: ritirato (19ª tappa)
- Vuelta a España

1980: fuori tempo massimo (15ª tappa)
1983: non partito (17ª tappa)
1984: non partito (16ª tappa)

### Classiche monumento
- Milano-Sanremo

1982: 29º
1986: 41º